# Cratere Gaea
Gaea è un cratere sulla superficie di Amaltea.